# Ernst Norén
Ernst Filip Norén, född 7 juni 1876 i Karlstad, död 7 februari 1959 i Härnösand, var en svensk företagare.
Ernst Norén var son till fabrikören Fridolf Norén. Efter läroverksstudier i Karlstad blev han biträde i järnhandel där och flyttade 1898 till Härnösand som resande för järnvarufirman Wilh. Blomberg. 1908–1919 var han kontorschef där, och från 1920 var han VD i det till aktiebolag ombildade företaget. Norén kom att upparbeta företaget till en av de främsta i Sverige inom sin bransch. Han bidrog aktivt vid tillkomsten av Handelns arbetsgivareorganisation 1936, som bildades genom utvidgning av Järnhandlareorganisationens garantiförening. Han var styrelseordförande i Övre Norrlands järnhandlareförening 1919–1935 och ledamot av Sveriges järnhandlareförbunds centralstyrelse 1919–1946. Norén var stadsfullmäktig i Härnösand 1909–1946 och var ordförande i handels- och sjöfartsnämnden där från 1933. 1932 blev han norsk vicekonsul.